# Reismesser (Kambodscha)
Das kambodschanische Reismesser, auch Reissichel, ist ein traditionelles Werkzeug, das in Kambodscha teils bis in die Gegenwart (2020) bei der Reisernte eingesetzt wird.

## Beschreibung

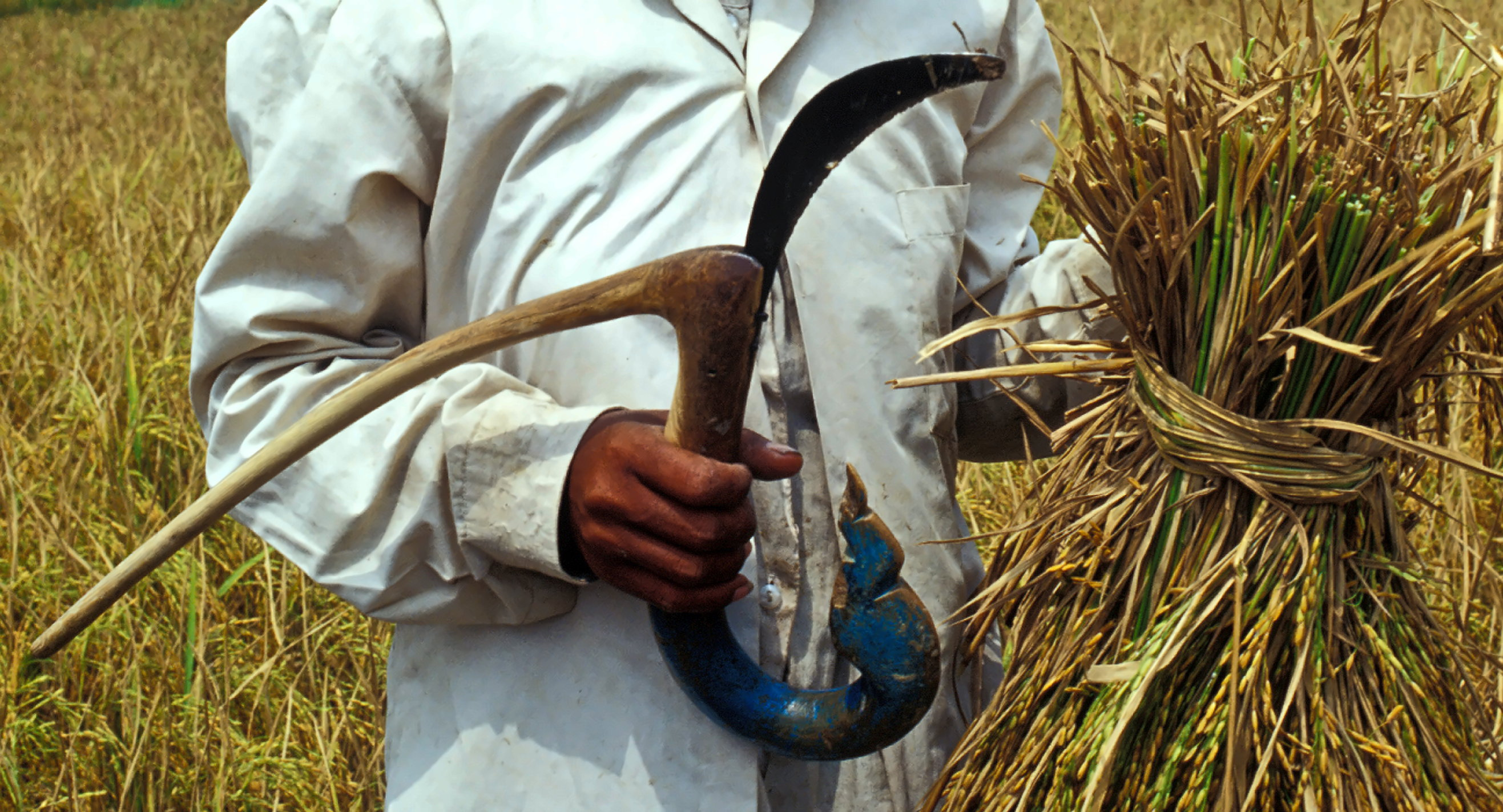
Reismesser bei der Reisernte (2015)

Das kambodschanische Reismesser hat eine leicht gebogene, einschneidige Klinge. Die Klinge ist flach, hat keinen Hohlschliff und keinen Mittelgrat und ist am Ort abgerundet. Die Klinge ist in einem leicht gebogenen Holzschaft befestigt. Zusammen mit der Klinge ist an dem Holzheft ein gebogenes, rundes Stück Horn befestigt. Dieser Bogen dient dazu, die Reispflanzen beim Schneiden zu halten oder umzubiegen. Das Heft ist poliert, mit Messingringen am Heft und am Knauf mit traditionellen Schnitzereien verziert. Bei der Ernte werden die Pflanzen mit Hilfe des Hornbogens zusammengefasst. Mit der Hand wird die Garbe fixiert. Zum Durchschneiden wird das Messer seitlich gekippt, um mit der Klinge hinter die Garbe zu gelangen. Ein nach vorn geführter Schnitt durchtrennt anschließend die Garbe. Das Reismesser wird traditionell von der Bevölkerung in Kambodscha zur Reisernte benutzt.